# تومي ميلز
تومي ميلز (بالإنجليزية: Tommy Mills)‏ (28 ديسمبر 1911 بويلز في المملكة المتحدة - ) هو مدرب كرة قدم ولاعب كرة قدم بريطاني في مركز الهجوم. لعب مع نادي بريستول روفيرز.